# Giltrap
Giltrap is het vierde studioalbum van Gordon Giltrap. Het is het album van hem wat het minst bekend is gebleven. Het is zijn enige elpee voor Philips Records en het is als enige van zijn albums niet verkrijgbaar op compact disc (2013).

## Musici
- Gordon Giltrap – zang, gitaar

## Muziek
| Nr. | Titel              | Duur |
| --- | ------------------ | ---- |
| 1.  | When I see my son  |      |
| 2.  | Far beyond         |      |
| 3.  | Touch and sound    |      |
| 4.  | Royal William      |      |
| 5.  | Passing of a queen |      |
| 6.  | I see a road       |      |

| Nr. | Titel             | Duur |
| --- | ----------------- | ---- |
| 1.  | The loser         |      |
| 2.  | Wideyed           |      |
| 3.  | Miracle           |      |
| 4.  | Spellbrook meadow |      |
| 5.  | No way of knowing |      |

Het album verscheen in 1978 opnieuw onder de titel The early days, de volgorde van de muziek was aangepast. 